# Robert C. Myers

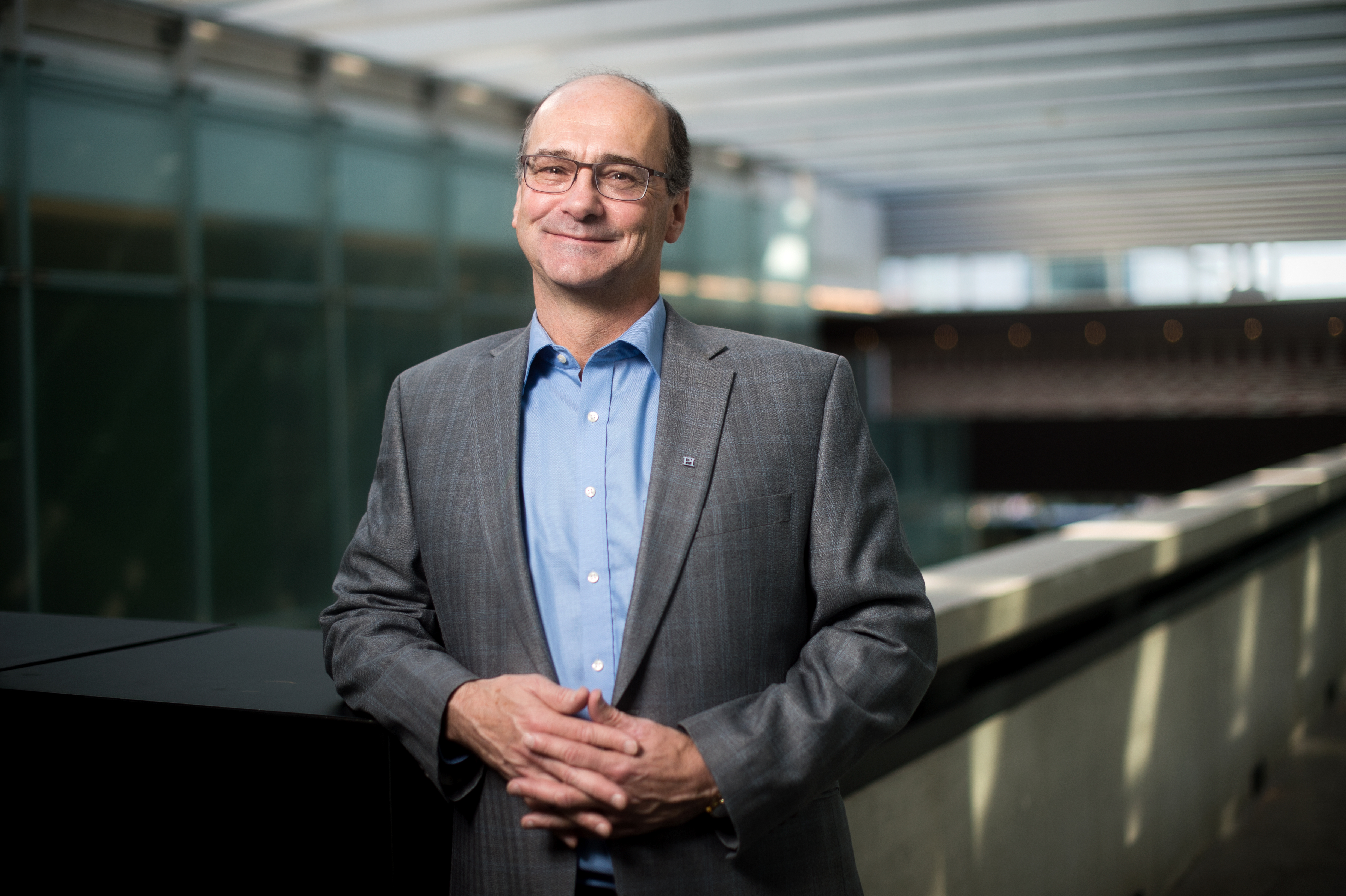
Robert C. Myers

Robert C. Myers (* um 1960) ist ein kanadischer theoretischer Physiker.
Myers erhielt  1982 seinen Bachelor-Abschluss in Angewandter Physik an der University of Waterloo und seinen Master-Abschluss 1983 an der Princeton University, an der er 1986 bei Malcolm J. Perry in Physik promoviert wurde. Er war als Post-Doktorand am späteren Kavli Institute for Theoretical Physics in Santa Barbara. 1989 ging er an die McGill University, wo er 2000 eine volle Professor erhielt. Seit 2001 ist er am Perimeter Institute (und damit Gründungsmitglied) und Adjunct Professor an der University of Waterloo. 2019 wurde er Direktor des Perimeter Institute.
Er befasste sich mit höher dimensionalen Schwarzen Löchern, D-Branen (bei denen der Myers-Effekt nach ihm benannt ist, der es ermöglicht aus D0-Branes eine D2-Brane zu formen) und allgemein gravitativen Aspekten der Stringtheorie und gehört zu Kanadas führenden Stringtheoretikern. Der Myers-Effekt wurde von ihm 1999 entdeckt bei der Konstruktion von Branen-Wirkungen in Hintergrundfeldern. Gruppen von Branen werden durch die Hintergrundfelder polarisiert und dehnen sich aus. Die Myers-Perry-Metriken sind höherdimensionale Analoga zur Kerr-Metrik in vier Dimensionen (also der Raumzeiten rotierender schwarzer Löcher). Sie spielen eine Rolle in der Konstruktionen von Branen-Lösungen in der Stringtheorie. Von ihm stammen grundlegende Arbeiten über Strings in anderen als den kritischen Dimensionen. Mit Kollegen ging er auch der Möglichkeit kosmischer Superstrings nach und wies auf ihrer mögliche Beobachtbarkeit hin. In jüngster Zeit befasst er sich mit Quantenverschränkung im Holografischen Prinzip.
1999 erhielt er die Herzberg Medal der Canadian Association of Physicists (CAP) für grundlegende Beiträge zum Verständnis der mikroskopischen Physik Schwarzer Löcher und von D-Branen. 2005 erhielt er den Preis in theoretischer und mathematischer Physik der Canadian Association of Physicists (CAP-CRM Prize in Theoretical and Mathematical Physics) und 2012 die Vogt Medal der CAP und von TRIUMF. 2006 wurde er Fellow der Royal Society of Canada. 1995 und 1997 gewann er den Essay-Wettbewerb der Gravity Research Foundation.
2002 bis 2012 war er im Herausgebergremium der Annals of Physics und seit 2007 in dem des Journal of High Energy Physics. Er gehört zu den Highly Cited Researchers.

## Schriften (Auswahl)
- Black holes and string theory,  Rev. Mex. Fis. 49 S1, 2003,  S. 14–18., Arxiv
- Nonabelian Phenomena on D-branes, Classical and Quantum Gravity, Band 20, 2003, S. S347–S372, Arxiv
- mit Clifford Johnson, N. Kaloper, R. R. Khuri: Is string theory a theory of strings ?, Physics Letters B, Band 368, 1996, S. 71, Arxiv
- Dielectric Branes, JHEP 9912, 1999,  Arxiv (Myers Effekt)
- mit Edmund J. Copeland, Joseph Polchinski: Cosmic F- and D-strings, JHEP 0406:013, 2004, Arxiv
- Myers-Perry black holes, in Gary Horowitz, Black holes in higher dimensions, Cambridge University Press 2012,  Arxiv